# 约纳斯·肯帕伊宁
约纳斯·肯帕伊宁（芬蘭語：Joonas Kemppainen，1988年4月7日—），芬兰男子冰球运动员，场上位置是前锋。他曾代表芬兰国家队参加2018年冬季奥林匹克运动会冰球比赛，获得第六名。